# Alte Realschule Bahnhofstraße 11
Die Alte Realschule Bahnhofstraße 11 in Diepholz stammt vom Beginn des 20. Jahrhunderts.
Aktuell (2023) wird sie von der Volkshochschule im Diepholzer Land genutzt.
Das Gebäude steht unter Denkmalschutz (siehe auch Liste der Baudenkmale in Diepholz).

## Beschreibung
Das zweigeschossige 14- (Straße) bzw. 17-achsige (Hof) verklinkerte Gebäude der Realschule mit Walmdach stammt im alten Teil von 1900. Die Straßenfassade hat farblich abgesetztes Backsteindekor, zwei Giebelrisalite, zumeist Segmentbogenöffnungen sowie einige mit Spitzbögen bekrönte Fenster, zum Teil als Zwillingsfenster ausgebildet, dazwischen ein 5-achsiger Mitteltrakt. Die Hofseite mit breiteren Fenstern ist weniger schmuckvoll.
Das Landesdenkmalamt befand: „… geschichtliche Bedeutung … als repräsentatives Schulgebäude der Jahrtausendwende …“
Der Neubau der Realschule Diepholz von um 1991 befindet sich in der Thouarsstraße 20.